# At-Tamad al-Hadżar
At-Tamad al-Hadżar – miejscowość w Egipcie, w muhafazie Ad-Dakahlijja. W 2006 roku liczyła 7378 mieszkańców.